# Blue Chip Jet
Blue Chip Jet I och Blue Chip Jet II är två svenska flygbolag som samägs och används av de svenska industrijättarna Aktiebolaget Volvo och Telefonaktiebolaget L M Ericsson via sitt dotterbolag Aktiebolaget Aulis sedan 2009. Bolagen bildades dock 1997 och varit delägt även av Volvo Personvagnar Aktiebolag och Försäkringsaktiebolaget Skandia. Huvudkontoret är placerad på Göteborg City Airport i Säve på Hisingen och själva företagen har omkring 20 anställda.
Strukturen bland de två flygbolagen är att Blue Chip Jet I är den som sköter själva flygverksamheten medan Blue Chip Jet II är den som äger och underhåller flygplanen, som är två stycken av typen Dassault Falcon 7X. Båda två flygplanen beställdes 2007 och ena levererades 2009 medan den andra 2010 till en totalkostnad på omkring 850 miljoner SEK. Innan dess har de ägt bland annat Falcon 900EX, Falcon 900EX Easy (köpte två stycken för 512 miljoner SEK år 2007) och Hawker 800XP.
Dagens Industri hade i maj 2015 rapporterat om att bolagen hade gått back med 665 miljoner SEK mellan åren 2009 och 2013. Den 3 juni 2016 rapporterade Svenska Dagbladet att Ericssons vd Hans Vestberg och övrig koncernledning hade flugit för 300 miljoner SEK mellan 2010 och 2015. Senare under samma dag gick både Ericsson och Volvo ut och meddelade att man hade för avsikt att likvidera företagen och sälja av flygplanen.